# MIM-14 Nike-Hercules
MIM-14 Nike-Hercules var en amerikansk luftvärnsrobot som utvecklades ur MIM-3 Nike-Ajax för att kunna bära kärnvapen. Det var amerikanska arméns enda kärnvapenbärande luftvärnsrobot och tillsammans med CIM-10 Bomarc som användes av flygvapnet de enda amerikanska kärnvapenbärande luftvärnsrobotarna.

## Utveckling
Samtidigt som Nike-Ajax började levereras 1953 insåg man snart att den inte var kraftfull nog att kunna stoppa en armada av bombflygplan eller ballistiska robotar. Lösningen på det var att förse roboten med en kärnladdning, men Ajax-robotens slanka flygkropp var för smal för att någon av dåtidens kärnladdningar skulle få plats. Man var därför tvungen att utveckla en ny robot med väsentligt bredare flygkropp.
De första testerna påbörjades 1955 på White Sands Missile Range. Av 20 provskjutningar misslyckades 12 på grund av problem med motorerna. För att spara pengar användes samma motorer som i Nike-Ajax, fast fyra av dem i stället för en. Detta gick bra för booster-raketen, men fyra raketer med hypergoliskt flytande bränsle i samma robot visade sig bli för otillförlitligt. 30 september exploderade en robot på marken och dödade en arbetare och skadade fem andra. Därefter valde man i stället en motor med fast bränsle från Thiokol.
31 oktober 1956 genomfördes den första skarpa provskjutningen mot en målrobot som träffades och förstördes. 13 mars 1957 gjordes den första provskjutningen med en robot med den nya raketmotorn från Thiokol.
Sommaren 1958 började de första batteriplatserna att konverteras till att kunna använda den tyngre Nike-Hercules samtidigt som Nike-Ajax LOPAR-radar byttes ut mot en kraftigare HIPAR (High-Power Acquisition Radar) med längre räckvidd. 3 juni 1960 bevisades att systemet också kunde användas mot ballistiska mål genom att träffa en Corporal-robot över White Sands.

## Historia
De första robotarna togs i tjänst i batterier utanför New York, Philadelphia och Chicago i juni 1958. Totalt placerades robotar ut på 145 olika batteriplatser varav 110 var konverterade från Nike-Ajax och 35 var byggda enkom för Nike-Hercules. Dessa var i tjänst fram till avvecklingen 1974 utom batterierna i Alaska och Florida som stod kvar till 1978 respektive 1979. De robotar som fanns kvar användes för utbildning av exportkundernas soldater i Fort Bliss fram till 1988.
I Europa användes Nike-Hercules av amerikanska trupper fram till 1984 då den började ersättas av MIM-104 Patriot.

## Bilder
|  |  |
|  |  |